# Sköns köping
Sköns köping var fram till 1965 en kommun i Västernorrlands län. Den bestod av det område som nu utgör stadsdelen Sundsvall Norra.

## Administrativ historik
I Sköns landskommun inrättades 1884 Skönsmons municipalsamhälle och 21 september 1894 två municipalsamhällen, nämligen Gångvikens municipalsamhälle och Skönsbergs municipalsamhälle. Dessa upphörde år 1948, då Skönsmons municipalsamhälle  inkorporerades med Sundsvalls stad, medan resten av kommunen ombildades till Sköns köping. 1965 lades också Sköns köping samman med Sundsvalls stad, vilken 1971 blev Sundsvalls kommun.
Köpingen hörde till Sköns församling.

## Heraldiskt vapen
Blasonering: I sköld, kvadrerad av rött och silver, två korslagda bilor av motsatta tinkturer.
Vapnet fastställdes 1957. 

## Geografi
Sköns köping omfattade den 1 januari 1952 en areal av 41,63 km², varav 41,52 km² land.

### Tätorter i köpingen 1960
| Tätort            | Folkmängd |
| ----------------- | --------- |
| Sundsvall, del av | 9 894     |
| Skönvik           | 2 227     |
| Tunadal           | 1 403     |

Tätortsgraden i köpingen var den 1 november 1960 94,8 procent.

## Se även

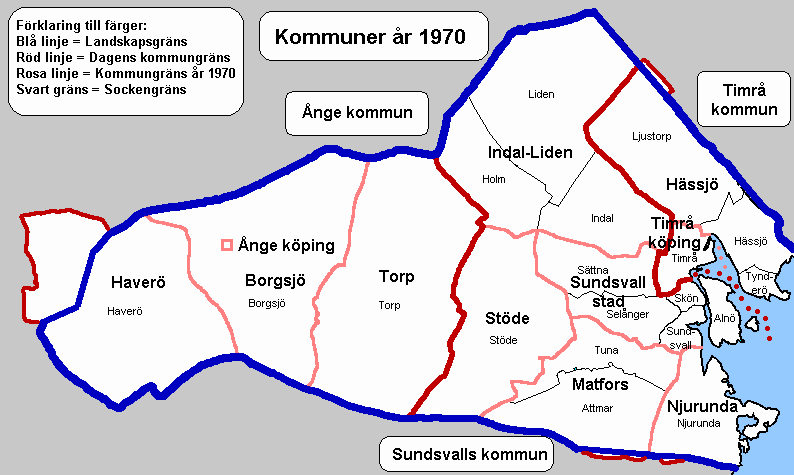
Socknar i Medelpad. Socknars namn är skrivna i liten storlek, något större storlek är de kommuner som fanns år 1970, samt dagens kommuner inuti en skylt. De forna kommunernas gränser markeras i rosa och dagens i rött.

## Politik

### Mandatfördelning i valen 1950-1962
| 3 | 23 |  | 6 |  |

| 30 |

| 3 | 22 |  | 6 | 2 |

| 31 |

| 2 | 21 |  | 5 | 5 |

| 29 | 5 |

| 2 | 22 | 2 | 5 | 3 |

| 29 | 5 |